# Bonnet Plume River
Der Bonnet Plume River ist ein 360 km langer rechter Nebenfluss des Peel River im Territorium Yukon in Kanada.

## Flusslauf
Seine Quelle liegt in den Backbone Ranges an der Grenze zu den Nordwest-Territorien. Er fließt anfangs etwa 140 km nach Westen. Anschließend wendet sich der Bonnet Plume River allmählich nach Nordwesten. Dabei trennt das Flusstal des Bonnet Plume River die östlich gelegenen Bonnet Plume Mountains von den westlich gelegenen Wernecke Mountains. Auf seinen unteren 60 km fließt er nach Norden und mündet schließlich in den nach Osten strömenden Peel River. Der Bonnet Plume River gilt als einer der unzugänglichsten Flüsse Nordamerikas.
Die häufigsten Baumarten sind Schwarz-Fichte, Weiß-Fichte, Westliche Balsam-Pappel, Espe, Lärche, Erle und Weide.
An einheimischen Wildtieren sind Elch, Schwarzbär, Grizzlybär, Wolf, Biber, Bisamratte und eine große Zahl kleiner Tiere und Vögel anzutreffen.
Der Bonnet Plume ist ein beliebter Fluss für mehrwöchige Wildwassertouren mit Kajak und Kanadier.
Der Bonnet Plume gehört zu den geschützten Flüssen des Canadian Heritage Rivers System.

## Hydrometrie
Bei Flusskilometer 189, oberhalb der Einmündung des Gillespie Creek, befindet sich ein Abflusspegel (⊙). Der gemessene mittlere Abfluss (MQ) beträgt 51,2 m³/s (1981–2019). Das zugehörige Einzugsgebiet umfasst eine Fläche von 3760 km².
Im folgenden Schaubild werden die mittleren monatlichen Abflüsse des Bonnet Plume River für die Messperiode 1981–1990 in m³/s dargestellt.